# Erich Dziwoki
Erich Dziwoki (auch Dziwocki; * 11. August 1925 in Klausberg; † 31. Dezember 1984) war ein deutscher Fußballspieler, der in den 1950er-Jahren bei verschiedenen Oberligisten aus Hessen, Nordrhein-Westfalen und Schleswig-Holstein die Außenstürmerposition besetzte.

## Karriere

### Anfänge im Fußball und in der Oberliga (bis 1951)
Dziwoki lebte in seiner Jugend in Oberschlesien und spielte bei den dort angesiedelten Sportfreunden Klausberg. Während des Zweiten Weltkriegs war er zeitweise Soldat und geriet als solcher in amerikanische und britische Kriegsgefangenschaft, aus welcher er 1947 entlassen wurde. Er zog nach Frankfurt am Main und schloss sich dort noch im selben Jahr dem Fußballklub Union Niederrad an. Wohl 1949 wechselte er zum FSV Frankfurt, in dessen Oberligamannschaft er ein Jahr später aufrückte. Der FSV zählte zur Oberliga Süd, welche im damals noch regional begrenzten Ligensystem die höchste Spielklasse darstellte. Am 20. August 1950 wurde der erste Spieltag der Saison 1950/51 ausgetragen und Dziwoki erreichte bei einer 1:5-Auswärtsniederlage gegen den VfB Mühlburg sein Oberligadebüt. Seine Mannschaft fand sich in der Spitzengruppe der Liga ein und belegte letztlich mit vier Punkten Rückstand auf den Erstplatzierten 1. FC Nürnberg sowie zwei Punkten Abstand zum Vizemeister SpVgg Fürth den fünften Tabellenrang.

### Wechsel in den Westen und erfolgreiche Rückkehr nach Frankfurt (1951–1955)
Nach seinem ersten Jahr in der höchsten süddeutschen Klasse wurde Dziwoki im Sommer 1951 von Alemannia Aachen verpflichtet und wechselte damit in die Oberliga West. Dort nahm der Offensivspieler einen festen Stammplatz ein und verpasste im Verlauf der Spielzeit 1951/52 lediglich eine Partie. Er erzielte selbst sieben Treffer und belegte mit Aachen den dritten Tabellenrang. Bereits nach einem Jahr kehrte er dem Verein allerdings wieder den Rücken, um nach Hessen zurückzukehren und sich dort Eintracht Frankfurt anzuschließen.
Bei der Eintracht konnte er sich als Außenstürmer einen festen Platz in der ersten Elf erkämpfen und trat zudem sehr regelmäßig als Torschütze in Erscheinung. Mit zwölf Treffern trug er 1952/53 dazu bei, dass seine Mannschaft den Meistertitel der Oberliga gewann. Dies bedeutete für ihn den ersten Titelgewinn und ebenso die Qualifikation für die Deutsche Meisterschaftsendrunde 1953. Den Einzug ins Finale erreichten die Hessen dabei allerdings nicht. Im darauffolgenden Jahr konnte Dziwoki seine Torausbeute auf 16 Treffer steigern, verfehlte mit Frankfurt als Zweitplatzierter hinter dem VfB Stuttgart die Titelverteidigung jedoch knapp. Die Elf qualifizierte sich dadurch erneut für die landesweite Meisterschaftsrunde, blieb in dieser aber deutlich vom Einzug ins Endspiel entfernt. Nach zwei Jahren in der Stammelf wurde der Offensivakteur im Verlauf der Saison 1954/55 nur noch ein einziges Mal aufgeboten. Im Anschluss daran kehrte er der Eintracht nach 52 Oberligapartien mit 28 Toren den Rücken. In Frankfurt am Main betrieb der eigentlich in einem technischen Beruf ausgebildete Fußballspieler mehrere Gaststätten, was auch bereits zu seinen aktiven Zeiten der Fall war.

### Mit Meiderich zurück in die Oberliga (1955–1958)
Nach seinem Abschied aus Frankfurt wechselte er 1955 erneut in den Westen und schloss sich dem Meidericher SV aus Duisburg an. Der MSV hatte zuvor den erstmaligen Abstieg aus der Oberliga in die 2. Liga West hinnehmen müssen und mit Hermann Lindemann einen Trainer geholt, den Dziwoki bereits aus Aachen kannte. Bei den „Zebras“ wurde er wieder zum festen Stammspieler und gemeinsam mit Heinz Bohnes und Uwe Scheurer zu einer wichtigen Figur im gut funktionierenden Sturm. Er selbst erzielte 15 Treffer und erreichte 1956 mit seiner Mannschaft dank eines knappen Vorsprungs auf den VfB Bottrop den direkten Wiederaufstieg. Daran anschließend konnten sich die Meidericher sofort wieder in der höchsten Spielklasse etablieren und belegten in den darauffolgenden beiden Jahren unter seiner Mitwirkung die Ränge sieben und vier. 1958 verließ er den MSV nach 48 Oberligapartien mit elf Toren sowie 30 Zweitligaspielen mit 15 Treffern.

### Ausklang seiner Laufbahn in Lübeck und Lengnau (1958–1960)
Nach seinem Abschied aus Meiderich schloss sich für die Dauer der Saison 1958/59 Phönix Lübeck aus der Oberliga Nord an. Für Lübeck absolvierte er im Abstiegskampf 20 Partien mit zwei Treffern und erreichte mit seiner Mannschaft letztlich den Ligaverbleib. Allerdings verließ er den Verein nach diesem Jahr wieder und wechselte zum FC Lengnau in die Schweiz. Dort übernahm er eine Doppelfunktion als Spielertrainer und hatte bei dem in der zweitklassigen Nationalliga B antretenden Klub erhebliche Schwierigkeiten. Dies führte am Saisonende 1959/60 zum Abstieg aus der Nationalliga, weswegen er in Lengnau nicht weiterbeschäftigt wurde. Dziwocki starb 1984 im Alter von 59 Jahren.